# Entomacrodus nigricans
Entomacrodus nigricans es una especie de pez de la familia Blenniidae en el orden de los Perciformes.

## Morfología
• Los machos pueden llegar alcanzar los 10 cm de longitud total.

## Alimentación
Come principalmente algas.

## Depredadores
Es depredado por Caranx ruber .

## Reproducción
Es ovíparo.

## Hábitat
Es un pez de mar y de clima tropical y asociado a los  arrecifes de coral que vive entre 0-6 m de profundidad.

## Distribución geográfica
Se encuentra desde Bermuda, las Bahamas y el sur de Florida (Estados Unidos) hasta el norte de Sudamérica.